# 64e Match des étoiles de la Ligue nationale de hockey
Match précédent Match suivant

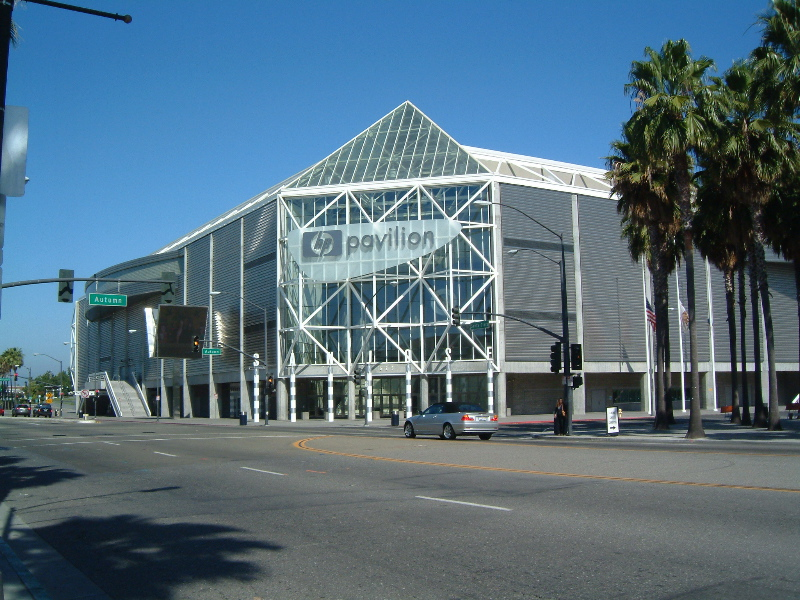
Le SAP Center, amphithéâtre des Sharks de San José

Le 64e Match des étoiles de la Ligue nationale de hockey se déroule à San José, en Californie, au SAP Center le 26 janvier 2019, sur la patinoire des Sharks de San José. C'est la deuxième fois que cette ville reçoit le Match des étoiles de la LNH, ayant déjà été l'hôte du match de 1997.

## Formule de jeu
La structure du Match des étoiles prévoit trois parties d'une durée de vingt minutes chacune. Le premier match voit se confronter les équipes des deux divisions de l'Association de l'Ouest : la division Centrale et la division Pacifique. La seconde partie oppose les deux équipes des divisions de l'Association de l'Est : la division Métropolitaine et la division Atlantique. La confrontation finale du Match des étoiles oppose la division gagnante de chaque partie, les étoiles de l'Est contre les étoiles de l'Ouest. Les matchs se jouent à trois contre trois. Chacune des équipes doit aligner six attaquants, trois défenseurs et deux gardiens. Chacune des trente-et-une franchises de la LNH doit être représentée par au moins un joueur. Si après les vingt minutes de jeu, les deux équipes sont à égalité, un tour de tirs de barrage est disputé ; trois joueurs de chaque équipe tentent de marquer en alternance. Si l'égalité persiste à nouveau, il y a un nouveau tour d'un joueur chaque équipe jusqu'à ce qu'il y ait un vainqueur. Il n'y a pas de période de prolongation.

## Formations
Ci-dessous sont listés les protagonistes sélectionnés pour chacune des quatre formations, répartis par division.
Comme pour les trois éditions précédentes, les capitaines sont issus du vote des supporters qui a lieu en ligne du 1er au 23 décembre 2018 . Les nommés sont Connor McDavid pour la troisième année consécutive, Auston Matthews, Nathan MacKinnon et Aleksandr Ovetchkine. Ce dernier décide de ne pas assister à l’événement pour permettre à son corps de se reposer  ce qui laisse la division Métropolitaine sans capitaine. Une fois l'effectif dévoilé, les fans peuvent voter pour ajouter un joueur dans chaque équipe (Last Man In), ceux-ci sont annoncés le 11 janvier : Jeffrey Skinner (Atlantique), Gabriel Landeskog (Centrale), Kristopher Letang (Métropolitaine) et Leon Draisaitl (Pacifique).
Les entraineurs sont dévoilés le 6 janvier, ils sont choisis pour chaque division à partir des équipes qui ont le meilleur pourcentage de victoires en date du 5 janvier (à peu près à mi saison).
Par la suite, certains joueurs décident de ne pas participer à l’événement par simple précaution ou blessures avérées. Comme chaque année, ces derniers sont remplacés et le joueur qui ne participe pas est pénalisé d'un match en saison régulière, avant ou après le match des étoiles.

### Division Atlantique

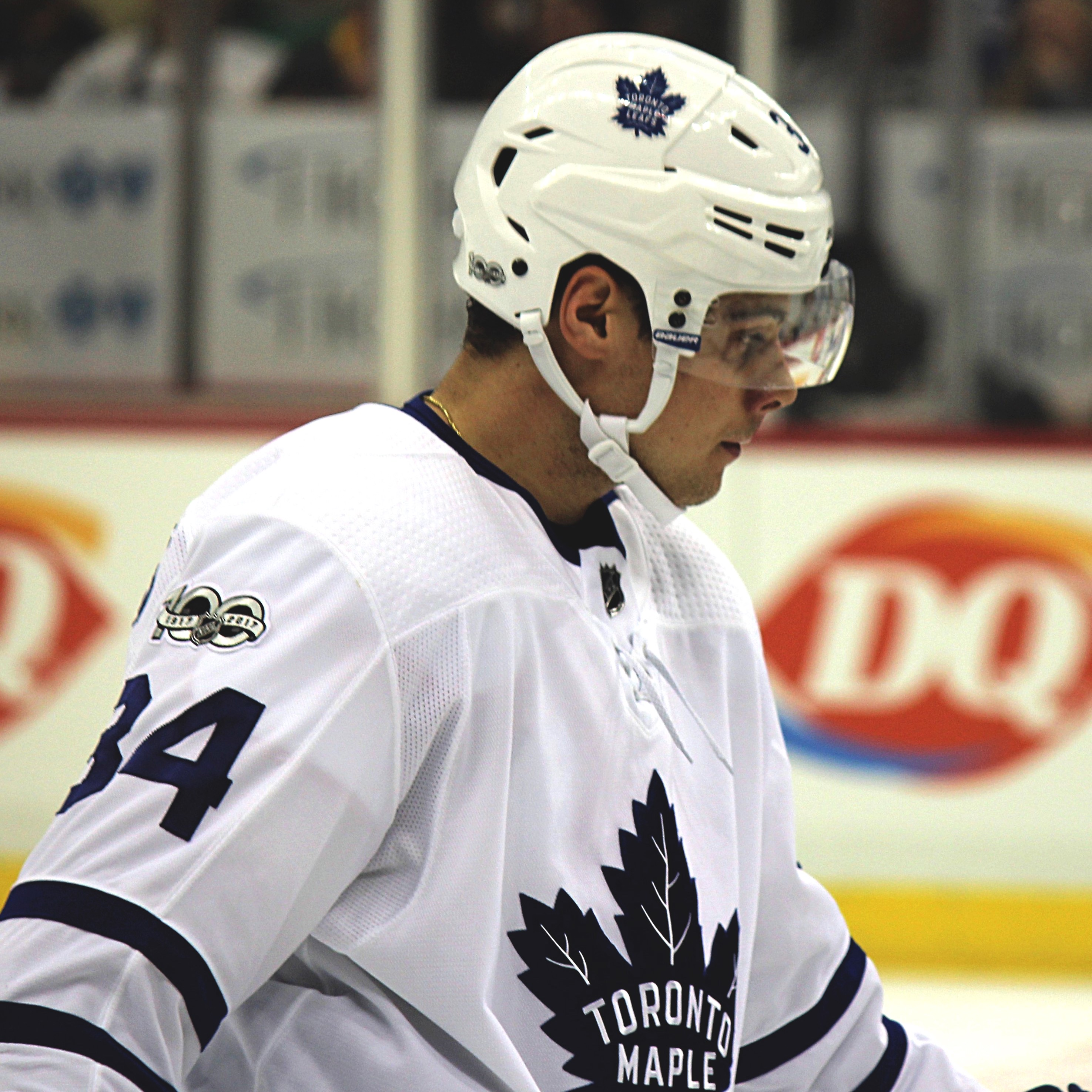
Auston Matthews, capitaine de la division Atlantique

| Nom                                       | Équipe                 | Position       |
| ----------------------------------------- | ---------------------- | -------------- |
| Jon Cooper                                | Lightning de Tampa Bay | Entraîneur     |
| John Eichel                               | Sabres de Buffalo      | Centre         |
| Jeffrey Skinner                           | Sabres de Buffalo      | Ailier gauche  |
| Nikita Koutcherov                         | Lightning de Tampa Bay | Ailier droit   |
| Auston Matthews (C)                       | Maple Leafs de Toronto | Centre         |
| David Pastrnak                            | Bruins de Boston       | Ailier droit   |
| Steven Stamkos                            | Lightning de Tampa Bay | Centre         |
| John Tavares                              | Maple Leafs de Toronto | Centre         |
| Thomas Chabot                             | Sénateurs d'Ottawa     | Défenseur      |
| Keith Yandle                              | Panthers de la Floride | Défenseur      |
| James Howard                              | Red Wings de Détroit   | Gardien de but |
| Andreï Vassilevski (remplace Carey Price) | Lightning de Tampa Bay | Gardien de but |

### Division Métropolitaine
| Nom                                  | Équipe                    | Position       |
| ------------------------------------ | ------------------------- | -------------- |
| Todd Reirden                         | Capitals de Washington    | Entraîneur     |
| Sebastian Aho                        | Hurricanes de la Caroline | Centre         |
| Cameron Atkinson                     | Blue Jackets de Columbus  | Ailier droit   |
| Mathew Barzal                        | Islanders de New York     | Centre         |
| Sidney Crosby                        | Penguins de Pittsburgh    | Centre         |
| Claude Giroux                        | Flyers de Philadelphie    | Centre         |
| Kyle Palmieri (remplace Taylor Hall) | Devils du New Jersey      | Ailier droit   |
| John Carlson                         | Capitals de Washington    | Défenseur      |
| Seth Jones                           | Blue Jackets de Columbus  | Défenseur      |
| Kristopher Letang                    | Penguins de Pittsburgh    | Défenseur      |
| Braden Holtby                        | Capitals de Washington    | Gardien de but |
| Henrik Lundqvist                     | Rangers de New York       | Gardien de but |

### Division Centrale

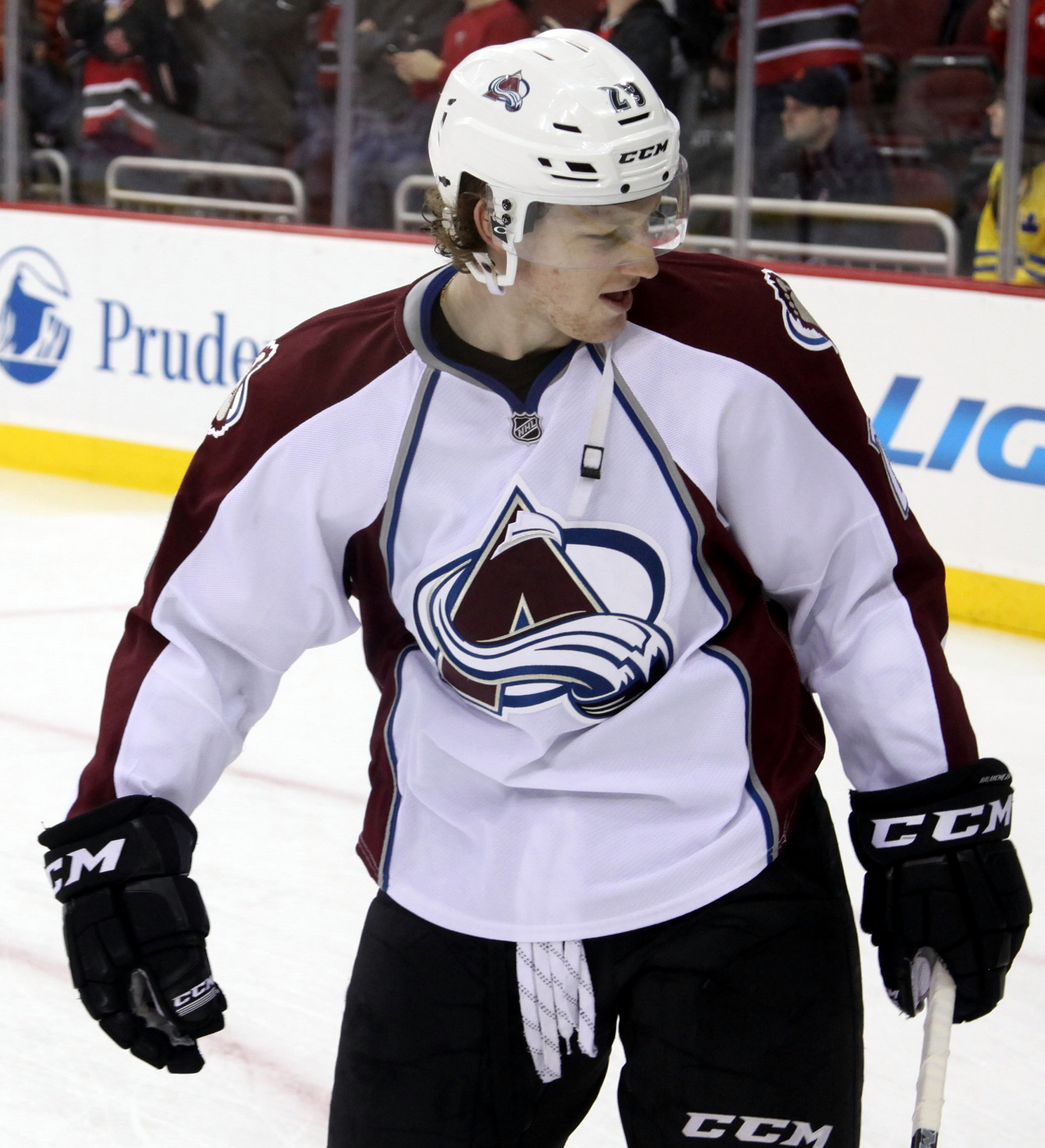
Nathan MacKinnon, capitaine de la division Centrale. Il déclare forfait la veille pour une blessure au pied et assiste au match derrière le banc.

| Nom                                                | Équipe                 | Position       |
| -------------------------------------------------- | ---------------------- | -------------- |
| Paul Maurice                                       | Jets de Winnipeg       | Entraîneur     |
| Patrick Kane                                       | Blackhawks de Chicago  | Ailier droit   |
| Gabriel Landeskog                                  | Avalanche du Colorado  | Ailier gauche  |
| Nathan MacKinnon (C) (blessé) - entraîneur adjoint | Avalanche du Colorado  | Centre         |
| Ryan O'Reilly                                      | Blues de Saint-Louis   | Centre         |
| Mikko Rantanen                                     | Avalanche du Colorado  | Ailier droit   |
| Mark Scheifele                                     | Jets de Winnipeg       | Centre         |
| Blake Wheeler                                      | Jets de Winnipeg       | Ailier droit   |
| Miro Heiskanen                                     | Stars de Dallas        | Défenseur      |
| Roman Josi                                         | Predators de Nashville | Défenseur      |
| Devan Dubnyk                                       | Wild du Minnesota      | Gardien de but |
| Pekka Rinne                                        | Predators de Nashville | Gardien de but |

### Division Pacifique

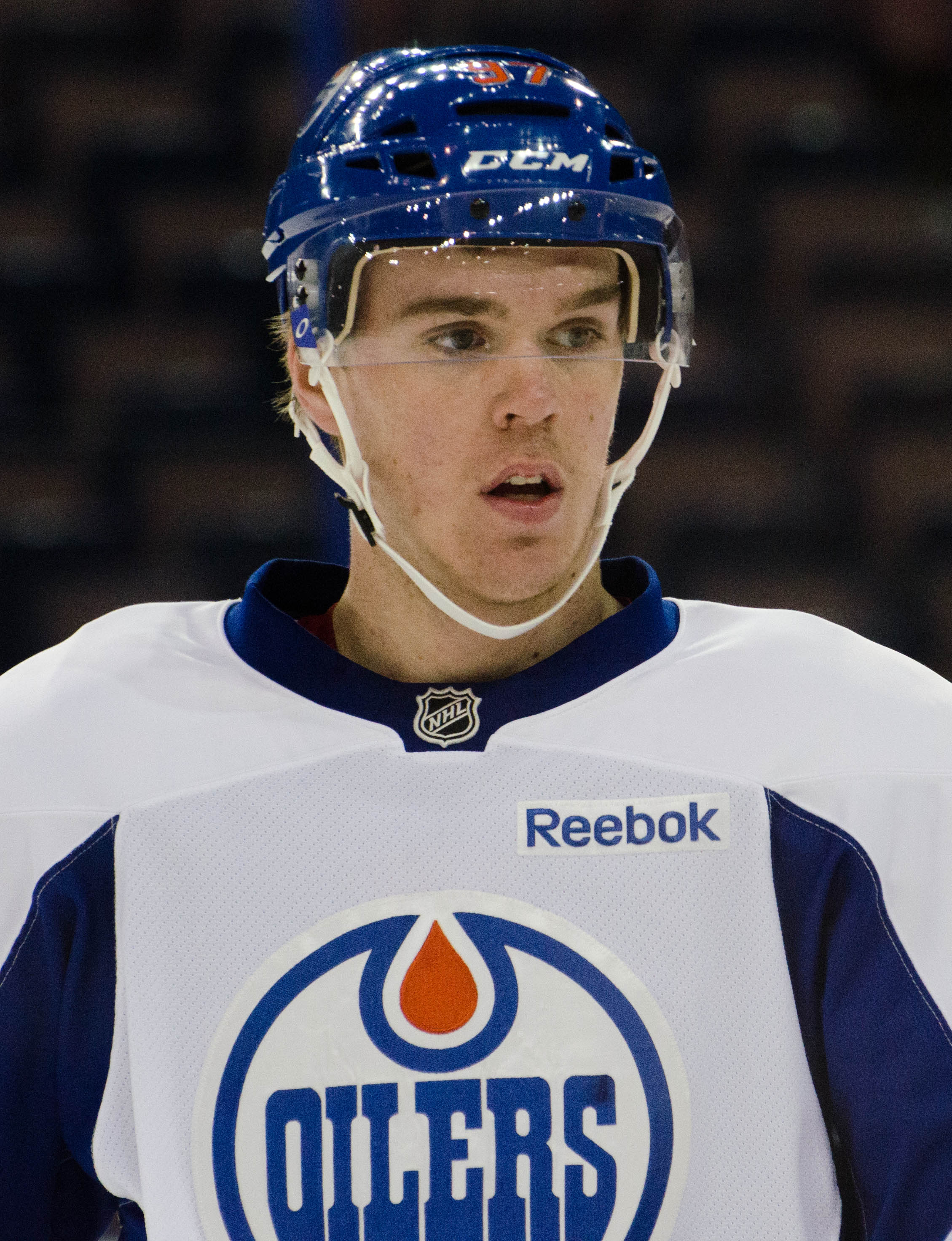
Connor McDavid, capitaine de la division Pacifique pour la 3e année.

| Nom                | Équipe                  | Position       |
| ------------------ | ----------------------- | -------------- |
| William Peters     | Flames de Calgary       | Entraîneur     |
| John Gaudreau      | Flames de Calgary       | Ailier gauche  |
| Clayton Keller     | Coyotes de l'Arizona    | Ailier gauche  |
| Connor McDavid (C) | Oilers d'Edmonton       | Centre         |
| Joseph Pavelski    | Sharks de San José      | Centre         |
| Elias Pettersson   | Canucks de Vancouver    | Centre         |
| Leon Draisaitl     | Oilers d'Edmonton       | Centre         |
| Brent Burns        | Sharks de San José      | Défenseur      |
| Drew Doughty       | Kings de Los Angeles    | Défenseur      |
| Erik Karlsson      | Sharks de San José      | Défenseur      |
| Marc-André Fleury  | Golden Knights de Vegas | Gardien de but |
| John Gibson        | Ducks d'Anaheim         | Gardien de but |

## Concours d'habiletés
Les différentes épreuves du concours d'habilités ont lieu la veille du match, soit le 25 janvier 2019, toujours sur la patinoire des Sharks de San José.
Le format de la compétition comprend 6 épreuves  identique à celui de l'édition précédente. Chaque vainqueur remporte la somme de 25 000 dollars.
Comme l'an dernier, certaines joueuses professionnelles de hockey sont invitées à participer à l’événement : les canadiennes Renata Fast des Furies de Toronto et Rebecca Johnston des Inferno de Calgary et les américaines Brianna Decker de Calgary et Kendall Coyne Schofield des Whitecaps du Minnesota réalisent les démonstrations des épreuves. Cependant, à la suite du désistement de dernière minute de Nathan MacKinnon pour la journée, Coyne a pu participer officiellement à l'épreuve du patineur le plus rapide, une première dans l'histoire de la LNH .
Dès le lendemain des épreuves, et après que plusieurs journalistes aient pointé le fait que Brianna Decker a réalisé le meilleur temps lors de sa démonstration du Défi des passes, un hashtag #PayDecker se répand sur les réseaux sociaux. En effet, son temps n'étant pas compté officiellement, la joueuse n'a pas pu bénéficier d'une récompense financière comme les autres vainqueurs. L'équipementier CCM Hockey décide de lui remettre les 25 000 dollars le soir même ,.
Sidney Crosby est également forfait à cause d'un virus .

### Le patineur le plus rapide
Huit joueurs s'affrontent pour réaliser le meilleur temps en un tour de patinoire. Il s'agit d'une course de vitesse où chaque joueur part l'un après l'autre. En cas d'égalité, les patineurs refont un second tour pour se départager .
| Tour | Joueur                                              | Équipe                   | Division                | Temps en secondes |
| ---- | --------------------------------------------------- | ------------------------ | ----------------------- | ----------------- |
| 1    | Kendall Coyne Schofield (remplace Nathan MacKinnon) | Whitecaps du Minnesota   | -                       | 14.346            |
| 2    | Miro Heiskanen                                      | Stars de Dallas          | Division Centrale       | 13.914            |
| 3    | Clayton Keller                                      | Coyotes de l'Arizona     | Division Pacifique      | 14.526            |
| 4    | Elias Pettersson                                    | Canucks de Vancouver     | Division Pacifique      | 13.930            |
| 5    | Cameron Atkinson                                    | Blue Jackets de Columbus | Division Métropolitaine | 14.152            |
| 6    | John Eichel                                         | Sabres de Buffalo        | Division Atlantique     | 13.582            |
| 7    | Mathew Barzal                                       | Islanders de New York    | Division Métropolitaine | 13.780            |
| 8    | Connor McDavid                                      | Oilers d'Edmonton        | Division Pacifique      | 13.378            |

Connor McDavid remporte l'épreuve pour la troisième année consécutive.

### Le défi des passes
Les règles sont légèrement modifiées par rapport à l'an dernier, mais huit joueurs s'affrontent toujours dans une épreuve en trois parties. Ils démarrent avec le Breakout Pass, où le joueur a dix palets pour réaliser une passe à trois figurines de joueurs. Ensuite, le joueur réalise le défi des Mini Nets, où il doit réaliser quatre passes en élévation au dessus d'un obstacle jusque dans quatre mini filets. Enfin, le Target Passing où le joueur doit réaliser quatre passes sur des cibles lumineuses qui s'allument de manière aléatoire. Le joueur doit réussir la première partie avant de commencer la suivante et ainsi de suite. Le joueur le plus rapide remporte l'épreuve .
| Tour | Joueur         | Équipe LNH                | Division                | Temps en secondes |
| ---- | -------------- | ------------------------- | ----------------------- | ----------------- |
| 1    | Erik Karlsson  | Sharks de San Jose        | Division Pacifique      | 1:58.824          |
| 2    | Mikko Rantanen | Avalanche du Colorado     | Division Centrale       | 2:17.379          |
| 3    | Sebastian Aho  | Hurricanes de la Caroline | Division Métropolitaine | 1:18.530          |
| 4    | Ryan O'Reilly  | Blues de Saint-Louis      | Division Centrale       | 1:25.897          |
| 5    | Thomas Chabot  | Senators d'Ottawa         | Division Atlantique     | 1:40:568          |
| 6    | Leon Draisaitl | Oilers d'Edmonton         | Division Pacifique      | 1:09.088          |
| 7    | Roman Josi     | Predators de Nashville    | Division Centrale       | 1:47.128          |
| 8    | Keith Yandle   | Panthers de la Floride    | Division Atlantique     | 1:34.611          |

### La plus longue série d'arrêts
Huit gardiens affrontent l'ensemble des 36 joueurs. Il s'agit de tirs au but regroupés par division et les gardiens doivent réaliser la plus longue série d'arrêts. Chaque gardien reçoit un minimum de 9 tirs, par les joueurs d'une même division, le capitaine tirant en dernier. Si le dernier tir est arrêté, l’épreuve continue jusqu'à ce que le gardien échoue. En cas d'égalité pour la plus longue série, le gardien qui a réalisé le plus d'arrêts remporte la victoire .
| Tour | Gardiens           | Équipe de LNH           | Division                | Meilleure série | Arrêts totaux |
| ---- | ------------------ | ----------------------- | ----------------------- | --------------- | ------------- |
| 1    | Pekka Rinne        | Predators de Nashville  | Division Centrale       | 2               | 6 arrêts      |
| 2    | Andrei Vasilevskiy | Lightning de Tampa Bay  | Division Atlantique     | 8               | 8 arrêts      |
| 3    | John Gibson        | Ducks d'Anaheim         | Division Pacifique      | 3               | 6 arrêts      |
| 4    | Braden Holtby      | Capitals de Washington  | Division Métropolitaine | 2               | 5 arrêts      |
| 5    | Devan Dubnyk       | Wild du Minnesota       | Division Centrale       | 7               | 11 arrêts     |
| 6    | James Howard       | Red Wings de Détroit    | Division Atlantique     | 2               | 5 arrêts      |
| 7    | Marc-André Fleury  | Golden Knights de Vegas | Division Pacifique      | 7               | 6 arrêts      |
| 8    | Henrik Lundqvist   | Rangers de New York     | Division Métropolitaine | 12              | 18 arrêts     |

### Le relais de contrôle du palet
Huit joueurs s'affrontent dans une épreuve en trois parties. En premier, le joueur doit slalomer sa rondelle entre dix palets disposés au sol. Ensuite, le patineur doit slalomer lui même entre différents cônes installés en zigzag sans perdre son palet. Enfin, il doit faire franchir son palet à travers plusieurs obstacles lumineux. Le joueur doit réussir la première partie avant de commencer la suivante et ainsi de suite. Le joueur qui a le meilleur temps remporte l'épreuve .
| Tour | Joueur            | Équipe LNH             | Division                | Temps en secondes |
| ---- | ----------------- | ---------------------- | ----------------------- | ----------------- |
| 1    | Patrick Kane      | Blackhawks de Chicago  | Division Centrale       | 28.611            |
| 2    | Elias Pettersson  | Canucks de Vancouver   | Division Pacifique      | 43.622            |
| 3    | Jeffrey Skinner   | Sabres de Buffalo      | Division Atlantique     | 35.407            |
| 4    | Mark Scheifele    | Jets de Winnipeg       | Division Centrale       | 32.161            |
| 5    | Gabriel Landeskog | Avalanche du Colorado  | Division Centrale       | 33.425            |
| 6    | Claude Giroux     | Flyers de Philadelphie | Division Métropolitaine | 30.270            |
| 7    | John Tavares      | Maple Leafs de Toronto | Division Atlantique     | 35.210            |
| 8    | John Gaudreau     | Flames de Calgary      | Division Centrale       | 27.045            |

Johnny Gaudreau remporte l'épreuve pour la deuxième année consécutive.

### Les tirs de précision
Huit joueurs s'affrontent pour réaliser le meilleur temps lors d'une épreuve de précision. Positionné à la même distance du filet, les joueurs doivent toucher les cinq cibles lumineuses qui s'allument aléatoirement pour trois secondes. Si le palet touche la cible éteinte, le tir n'est pas réussi .
| Tour | Joueur            | Équipe LNH             | Division                | Temps en secondes |
| ---- | ----------------- | ---------------------- | ----------------------- | ----------------- |
| 1    | David Pastrnak    | Bruins de Boston       | Division Atlantique     | 11.309            |
| 2    | Kyle Palmieri     | Devils du New Jersey   | Division Métropolitaine | 20.209            |
| 3    | Drew Doughty      | Kings de Los Angeles   | Division Pacifique      | 13.591            |
| 4    | Auston Matthews   | Toronto Maple Leafs    | Division Atlantique     | 31.256            |
| 5    | Blake Wheeler     | Jets de Winnipeg       | Division Centrale       | 18.585            |
| 6    | Kristopher Letang | Penguins de Pittsburgh | Division Métropolitaine | 12.683            |
| 7    | Nikita Koutcherov | Lightning de Tampa Bay | Division Atlantique     | 19.076            |
| 8    | Joseph Pavelski   | Sharks de San José     | Division Pacifique      | 14.423            |

### Le tir le plus puissant
Six joueurs ont deux essais pour réaliser le tir le plus fort possible, la vitesse étant mesurée en mile à heure. Les joueurs passent en deux rondes et le meilleur temps des deux essais est conservé. En cas d'égalité, un troisième tir est réalisé pour départager les joueurs .
| Joueur         | Équipe LNH               | Division                | Temps en mp/h (essai 1) | Temps en mp/h (essai 2) |
| -------------- | ------------------------ | ----------------------- | ----------------------- | ----------------------- |
| Seth Jones     | Blue Jackets de Columbus | Division Métropolitaine | 99.4                    | 95.1                    |
| John Carlson   | Capitals de Washington   | Division Métropolitaine | 102.8                   | 100.8                   |
| Steven Stamkos | Lightning de Tampa Bay   | Division Atlantique     | 96.2                    | 93.1                    |
| Brent Burns    | Sharks de San José       | Division Pacifique      | Raté                    | 100.6                   |

## Résultat des matchs
Les membres de l'équipe gagnante se répartissent la somme de 1 million de dollars . Sidney Crosby est nommé le meilleur joueur du tournoi, une des rares récompenses qu'il n'avait jamais gagné, remportant en sus une voiture .
|  | Demi-finales            | Demi-finales      |                         |    | Finale | Finale |
|  | Demi-finales            | Demi-finales      |                         |    | Finale | Finale |
|  |                         |                   |                         |    |        |        |
|  |                         |                   |                         |    |        |        |
|  |                         |                   |                         |    |        |        |
|  | Division Centrale       | 10                |                         |    |        |        |
|  | Division Centrale       | 10                |                         |    |        |        |
|  | Division Pacifique      | 4                 |                         |    |        |        |
|  | Division Pacifique      | 4                 | Division Métropolitaine | 10 |        |        |
|  |                         |                   | Division Métropolitaine | 10 |        |        |
|  |                         | Division Centrale | 5                       |    |        |        |
|  | Division Métropolitaine | Division Centrale | 5                       | 7  |        |        |
|  | Division Métropolitaine |                   |                         | 7  |        |        |
|  | Division Atlantique     | 4                 |                         |    |        |        |
|  | Division Atlantique     | 4                 |                         |    |        |        |